# Tachytrechus costalis
Tachytrechus costalis är en tvåvingeart som först beskrevs av Becker 1922.  Tachytrechus costalis ingår i släktet Tachytrechus och familjen styltflugor.
Artens utbredningsområde är Paraguay. Inga underarter finns listade i Catalogue of Life.